# Tangled (banda sonora)
Tangled: Original Soundtrack es la banda sonora oficial de la película Tangled, la música original fue compuesta para la película por el compositor 8 veces ganador del Óscar Alan Menken, la letra del álbum fue escrita por el letrista Glenn Slater. Está protagonizada por los actores Mandy Moore y Zachary Levi. Tangled es el filme animado número 50 de los Clásicos de Walt Disney. La historia se basa en el cuento Rapunzel de los Hermanos Grimm. Menken dijo que trató de combinar la música medieval con folk rock de la década de 1960 para crear las nuevas canciones. El álbum fue nominado a los premios Grammy de 2012, en las categorías de «Best Compilation Soundtrack for Visual Media» y «I See the Light» en «Best Song Written For Visual Media».

## Antecedentes
Varias canciones fueron escritas, pero eventualmente cortadas, «When Will My Life Begin?» sustituyó a una versión anterior llamada «What More Could I Ever Need?». Menken informó que ese número se fue abriendo a través de cinco o seis versiones diferentes.
En otros lugares, Menken informó que no era originalmente una canción de amor llamada "You Are My Foreve" que la Madre Gothel cantó a Rapunzel en una forma maternal, pero se repitió más adelante en la película de Flynn, de una manera romántica. Esta idea fue sustituida al parecer con las dos canciones «Mother Knows Best» y «I See the Light».
La canción «Something That I Want», interpretada por Grace Potter de Grace Potter y el Nocturnals aparece en los créditos finales. Esta versión cuenta con algunas de las letras que fueron reescritas y cantadas por la misma Potter. La canción cuenta con dos versiones en español, la primera titulada «Algo Quiero», fue grabada por la cantante pop colombiana, Fanny Lu para el doblaje latinoamericano. Y la segunda titulada "Algo Así Quiero Yo" fue grabada por Marta Sánchez y David Bustamante para el doblaje español. Esta versión cuenta con un video promocional en el que salen los dos intérpretes e incluye imágenes de la película.
El álbum ha alcanzó el no. 99 en el Billboard 200, el no. 7 en el Soundtrack chart, y el no. 3 en el Top Kids Albums chart.

## Lista de canciones

### Versión para Estados Unidos
|     |                           |                                                            |          |  |  |  |  |  |  |  |
| N.º | Título                    | Intérprete(s)                                              | Duración |  |  |  |  |  |  |  |
| 1.  | «When Will My Life Begin» | Mandy Moore                                                | 2:32     |  |  |  |  |  |  |  |
| 2.  | «When Will My Life Begin» | Mandy Moore                                                | 1:03     |  |  |  |  |  |  |  |
| 3.  | «Mother Knows Best»       | Donna Murphy                                               | 3:10     |  |  |  |  |  |  |  |
| 4.  | «When Will My Life Begin» | Mandy Moore                                                | 2:06     |  |  |  |  |  |  |  |
| 5.  | «I've Got a Dream»        | Brad Garrett, Jeffrey Tambor, Moore, Zachary Levi, Company | 3:11     |  |  |  |  |  |  |  |
| 6.  | «Mother Knows Best»       | Murphy                                                     | 1:38     |  |  |  |  |  |  |  |
| 7.  | «I See the Light»         | Moore, Levi                                                | 3:44     |  |  |  |  |  |  |  |
| 8.  | «Healing Incantation»     | Moore                                                      | 0:54     |  |  |  |  |  |  |  |
| 9.  | «Flynn Wanted»            | Alan Menken                                                | 2:51     |  |  |  |  |  |  |  |
| 10. | «Prologue»                | Murphy, Delaney Stein                                      | 2:02     |  |  |  |  |  |  |  |
| 11. | «Horse with No Rider»     | Menken                                                     | 1:57     |  |  |  |  |  |  |  |
| 12. | «Escape Route»            | Menken                                                     | 1:57     |  |  |  |  |  |  |  |
| 13. | «Campfire»                | Menken                                                     | 3:21     |  |  |  |  |  |  |  |
| 14. | «Kingdom Dance»           | Menken                                                     | 2:20     |  |  |  |  |  |  |  |
| 15. | «Waiting for the Lights»  | Menken                                                     | 2:47     |  |  |  |  |  |  |  |
| 16. | «Return to Mother»        | Menken                                                     | 2:06     |  |  |  |  |  |  |  |
| 17. | «Realization and Escape»  | Menken                                                     | 5:50     |  |  |  |  |  |  |  |
| 18. | «The Tear Heals»          | Menken, Moore                                              | 7:37     |  |  |  |  |  |  |  |
| 19. | «Kingdom Celebration»     | Menken                                                     | 1:50     |  |  |  |  |  |  |  |
| 20. | «Something That I Want»   | Grace Potter                                               | 2:43     |  |  |  |  |  |  |  |

### Versión para Latinoamérica
| N.º | Título                                | Intérprete(s)                                              | Duración |  |
| 1.  | «Prologue»                            | Murphy, Delaney Stein                                      | 2:02     |  |
| 2.  | «When Will My Life Begin»             | Mandy Moore                                                | 2:32     |  |
| 3.  | «When Will My Life Begin (Reprise 1)» | Mandy Moore                                                | 1:03     |  |
| 4.  | «Mother Knows Best»                   | Murphy                                                     | 3:10     |  |
| 5.  | «Flynn Wanted»                        | Alan Menken                                                | 2:51     |  |
| 6.  | «When Will My Life Begin (Reprise 2)» | Mandy Moore                                                | 2:05     |  |
| 7.  | «I've Got a Dream»                    | Brad Garrett, Jeffrey Tambor, Moore, Zachary Levi, Company | 3:11     |  |
| 8.  | «Kingdom Dance»                       | Alan Menken                                                | 2:20     |  |
| 9.  | «Healing Incantation»                 | Mandy Moore                                                | 0:54     |  |
| 10. | «Waiting for the Lights»              | Alan Menken                                                | 2:47     |  |
| 11. | «I See the Light»                     | Moore, Levi                                                | 3:43     |  |
| 12. | «The Tear Heals»                      | Mandy Moore                                                | 7:37     |  |
| 13. | «Kingdom Celebration»                 | Alan Menken                                                | 1:50     |  |
| 14. | «Something That I Want»               | Grace Potter                                               | 2:43     |  |
| 15. | «Madre Sabe Bien»                     | Irasema Terrazas                                           | 3:09     |  |
| 16. | «Cuándo Empezaré a Vivir»             | Danna Paola                                                | 2:28     |  |
| 17. | «Mi Vida Empieza Así»                 | Danna Paola                                                | 1:49     |  |
| 18. | «Mi Sueño Ideal»                      | Chayanne, Danna Paola, Sebastián Llapur                    | 3:14     |  |
| 19. | «Veo en Ti la Luz»                    | Chayanne, Danna Paola                                      | 3:37     |  |
| 20. | «Algo Quiero»                         | Fanny Lu                                                   | 2:43     |  |

Fuente:

### Versión para España
|     |                                |                                    |          |  |  |  |  |  |  |  |
| N.º | Título                         | Intérprete(s)                      | Duración |  |  |  |  |  |  |  |
| 1.  | «Cuando mi vida va a comenzar» | Carmen López                       | 2:31     |  |  |  |  |  |  |  |
| 2.  | «Madre sabe más»               | Celia Vergara                      | 3:10     |  |  |  |  |  |  |  |
| 3.  | «Cuando mi vida va a comenzar» | Carmen López                       | 2:06     |  |  |  |  |  |  |  |
| 4.  | «Mi sueño es»                  | José María Guzmán, Enrique Seguero | 3:11     |  |  |  |  |  |  |  |
| 5.  | «Madre sabe más (Reprise)»     | Celia Vergara                      | 1:38     |  |  |  |  |  |  |  |
| 6.  | «Por Fin Ya Veo la Luz»        | Carmen López y Tony Mateo          | 3:44     |  |  |  |  |  |  |  |
| 7.  | «Canción del encantamiento»    | Carmen López                       | 0:54     |  |  |  |  |  |  |  |
| 8.  | «Flynn Wanted»                 | Alan Menken                        | 2:51     |  |  |  |  |  |  |  |
| 9.  | «Prologue»                     | Murphy, Delaney Stein              | 2:02     |  |  |  |  |  |  |  |
| 10. | «Horse with No Rider»          | Menken                             | 1:57     |  |  |  |  |  |  |  |
| 11. | «Escape Route»                 | Menken                             | 1:57     |  |  |  |  |  |  |  |
| 12. | «Campfire»                     | Menken                             | 3:21     |  |  |  |  |  |  |  |
| 13. | «Kingdom Dance»                | Menken                             | 2:20     |  |  |  |  |  |  |  |
| 14. | «Waiting for the Lights»       | Menken                             | 2:47     |  |  |  |  |  |  |  |
| 15. | «Return to Mother»             | Menken                             | 2:06     |  |  |  |  |  |  |  |
| 16. | «Realization and Escape»       | Menken                             | 5:50     |  |  |  |  |  |  |  |
| 17. | «La Lágrima Curativa»          | Carmen López                       | 7:37     |  |  |  |  |  |  |  |
| 18. | «Kingdom Celebration»          | Menken                             | 1:50     |  |  |  |  |  |  |  |
| 19. | «Something That I Want»        | Grace Potter                       | 2:43     |  |  |  |  |  |  |  |
| 20. | «Algo Así Quiero Yo»           | Marta Sánchez & David Bustamante   | 2:44     |  |  |  |  |  |  |  |

Fuente:

## Listas semanales
| País/Continente | Ranking         | Posición de ingreso | Mejor posición | Semanas en la mejor posición | Semanas en la lista | Certificación | Ventas |
| --------------- | --------------- | ------------------- | -------------- | ---------------------------- | ------------------- | ------------- | ------ |
| América         |                 |                     |                |                              |                     |               |        |
| Estados Unidos  | Billboard 200   | 99                  |                |                              |                     |               |        |
| Estados Unidos  | Soundtracks     | 7                   | 1              | 1                            | 16                  |               |        |
| Estados Unidos  | Top Kids Albums | 3                   | 1              | 1                            | 16                  |               |        |